# Héctor Alderete
Héctor Alderete Díaz, (Madrid, 6 de marzo de 2002) es un jugador de baloncesto español que pertenece al  La Laguna Tenerife de la Liga Endesa. Con 2,02 metros de estatura, juega en la posición de alero. Es hermano del también baloncestista Diego Alderete.

## Trayectoria
Formado en la cantera de Movistar Estudiantes junto a su hermano Diego, Héctor pasaría por todas las categorías inferiores del conjunto estudiantil con el que consiguió los títulos de Campeón de España Infantil (2014) y Cadete (2016). Además, sería internacional con categorías de formación de la selección española, y habitual en la selección de Madrid.
En la temporada 2018-19, con el filial del Club Baloncesto Estudiantes lograría el ascenso a LEB Plata.
En la temporada 2020-21, regresó a la competición en enero de 2021 tras dos años en el dique seco por sendas lesiones, destacando con el filial de Liga EBA que consiguió plaza de ascenso a Liga LEB Plata.
En la temporada 2021-22, el jugador forma parte del primer equipo del Movistar Estudiantes de la Liga LEB Oro.
El 28 de febrero de 2022, firma por el Hestia Menorca de la Liga LEB Plata, cedido hasta final de temporada por el Movistar Estudiantes.
El 23 de marzo de 2024 regresa a las pistas jugando en Liga EBA con el equipo San Jorge Baloncesto de la Conferencia B-A, anotando 10 puntos en 14 minutos.
El 10 de julio de 2025, firma por el La Laguna Tenerife por dos temporadas con opción a una más.

## Selección nacional
Habitual en las categorías de formación de la selección española, en verano de 2021 disputó el Mundial Sub-19. Además, ganó la medalla de Plata del Europeo sub-16 de 2018 y fue parte del Mejor Quinteto del Europeo Sub-16 de 2018.